# 768-й истребительный авиационный полк ПВО
768-й истребительный авиационный полк ПВО (768-й иап ПВО) — воинская часть авиации ПВО, принимавшая участие в боевых действиях Великой Отечественной войны.

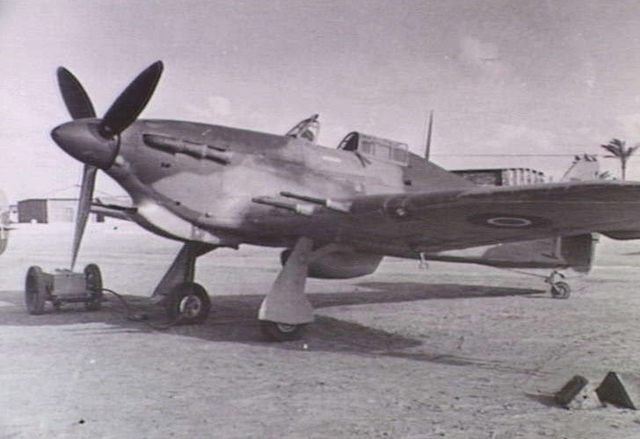
Самолёт Hawker Hurricane («Харрикейн») стал основным самолётом полка с момента формирования.

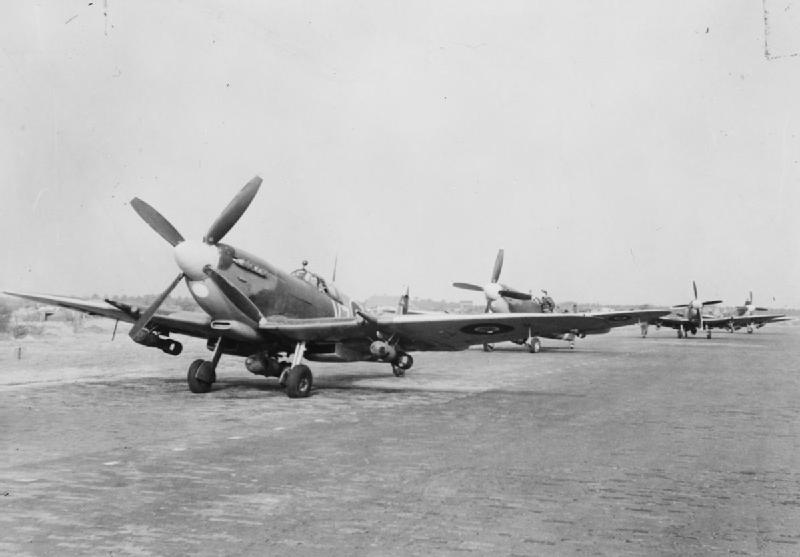
Самолёт Supermarine Spitfire («Спитфайр»-IX) пришел на смену Харрикейнам в декабре 1944 года.

## Наименования полка
За весь период своего существования полк не менял своё наименование:
- 768-й истребительный авиационный полк ПВО[1];
- 768-й истребительный авиационный полк[1][2];
- 768-й истребительный авиационный полк ВВС ВМФ[1][2];
- Войсковая часть (Полевая почта) 65389[1][2].

## История и боевой путь полка
768-й истребительный авиационный полк сформирован в период с 23 по 26 января 1942 года в составе 1-й смешанной авиадивизии ВВС 14-й армии Карельского фронта на аэродроме города Мурманск по штату 015/174 на английских самолётах «Харрикейн» (шифротелеграмма Командующего ВВС КарФ № 64/ш от 17.01.1942; директива Командующего ВВС КарФ № 0097 от 22.01.1942). По окончании формирования включен в состав 122-й истребительной авиационной дивизии ПВО и перебазировался на аэродром Шонгуй.
В составе 122-й истребительной авиационной дивизии ПВО Мурманского района ПВО вступил в боевые действия против фашистской Германии и её союзников на самолётах «Харрикейн». Осуществлял прикрытие военных объектов, порта и города Мурманск, Кировской железной дороги на участках Мурманск — Тайбола от налетов вражеской авиации.
Первая известная воздушная победа полка в Отечественной войне одержана 16 апреля 1942 года: парой «Харрикейнов» (ведущий старшина Гаврилов В. И.) в воздушном бою в районе Мурманска сбит немецкий бомбардировщик Junkers Ju 87.
Осенью 1942 года поле получил первые 6 американских истребителей Curtiss P-40 («Киттихаук»). 29 июня 1943 года вместе со 122-й иад ПВО Мурманского района ПВО вошел в состав войск вновь образованного Западного фронта ПВО. В сентябре 1943 года получил 12 истребителей Як-7б. В период с 1 по 14 ноября переформирован по штату 015/325. В декабре полк получил 9 самолётов Як-9.
Полк участвовал в операциях:
- по освобождению Заполярья[3] — с 17 октября 1941 года по 1 ноября 1944 года.
- Петсамо-Киркенесской операции[3] — с 7 октября 1944 года по 29 октября 1944 года.

В апреле 1944 года в связи с реорганизацией войск ПВО страны в составе 122-й иад ПВО включен в 1-й корпус ПВО Северного фронта ПВО (образован 29.03.1944 на базе Восточного и Западного фронтов ПВО). На 1 октября 1944 года полк имел в боевом составе 6 «Киттихауков» (1-я аэ), 9 Як-7б (2-я аэ), 9 Як-9 (3-я аэ), а также 1 Як-7б и 2 «Харрикейна» в звене управления полка.
В декабре 1944 полк начал получать и осваивать английские истребители «Спитфайр»-IX. 24 декабря 1944 года вместе со 122-й иад ПВО 1-го корпуса ПВО включен в состав войск Западного фронта ПВО (2-го формирования) (преобразован из Северного фронта ПВО). До конца войны входил в состав 122-й иад ПВО.

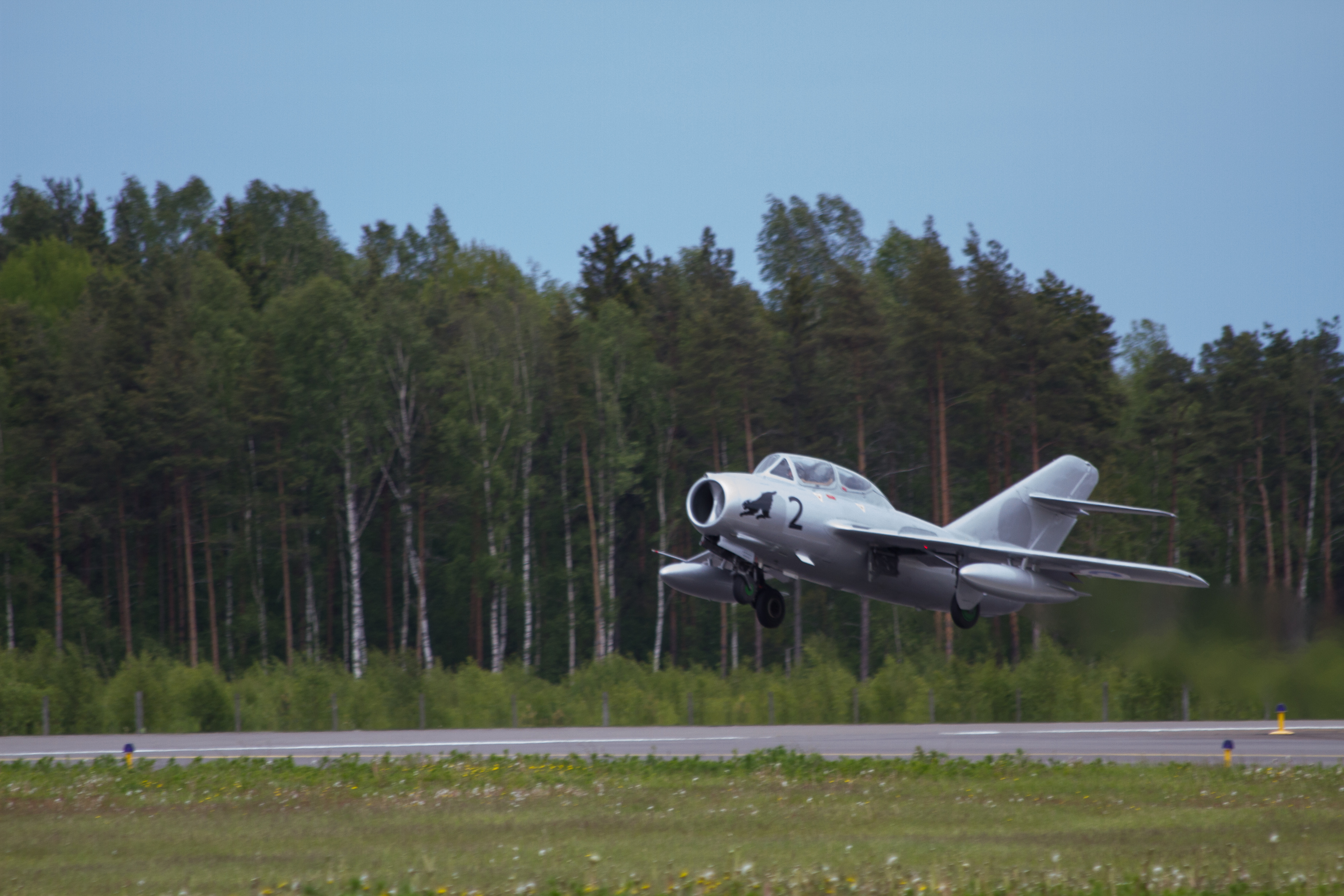
Самолёт МиГ-15 полк получил в 1951 году.

Всего в составе действующей армии полк находился: с 1 апреля 1942 года по 1 января 1945 года.
Всего за годы войны полком:
- Совершено боевых вылетов — 3124
- Проведено воздушных боев — 94
- Сбито самолётов противника — 62, из них:
  - истребителей — 35
  - бомбардировщиков — 26
  - разведчиков — 1
- Свои потери (боевые):
  - летчиков — 7
  - самолётов — 23

### Послевоенная история полка
После окончания войны полк по-прежнему выполнял задачи ПВО Мурманска и его портов. С 10 июня 1945 года вместе с дивизией вошел в состав переформированной 19-й воздушной истребительной армии ПВО (бывшая 1-я воздушная истребительная армия ПВО) Центрального округа ПВО (бывший Центральный фронт ПВО, выполняя прежнюю задачу в границах 100-го корпуса ПВО (бывшего 1-го корпуса ПВО). В июне 1946 года дивизия сократила изменила свой состав, расформировав 767-й истребительный авиационный полк на аэродроме Арктика, часть личного состава вошла в полк.
После массового переименования частей и соединений 20 февраля 1949 года полк вместе с дивизией входил в состав 78-й воздушной истребительной армии ПВО (ранее 19-й воздушной истребительной армии ПВО) Центрального округа ПВО. 21 июля 1949 года полк в составе 122-й истребительной авиационной дивизии ПВО передан в состав ВВС Северного флота, полк переименован 768-й истребительный авиационный полк ВВС ВМФ, а дивизия в переименована в 122-ю истребительную авиационную дивизию ВВС Северного флота. Полк перебазировался на аэродром Луостари Мурманской области. С 1951 года полк получил самолёты МиГ-15, а в 1955 году — МиГ-17.
В связи реорганизацией Вооруженных Сил полк и 122-я истребительная авиационная Печенгская дивизия ВВС ВМФ в июле 1960 года были расформирована в соответствии с Законом Верховного Совета СССР «О новом значительном сокращении ВС СССР» от 15.01.1960 г. на Северном флоте.

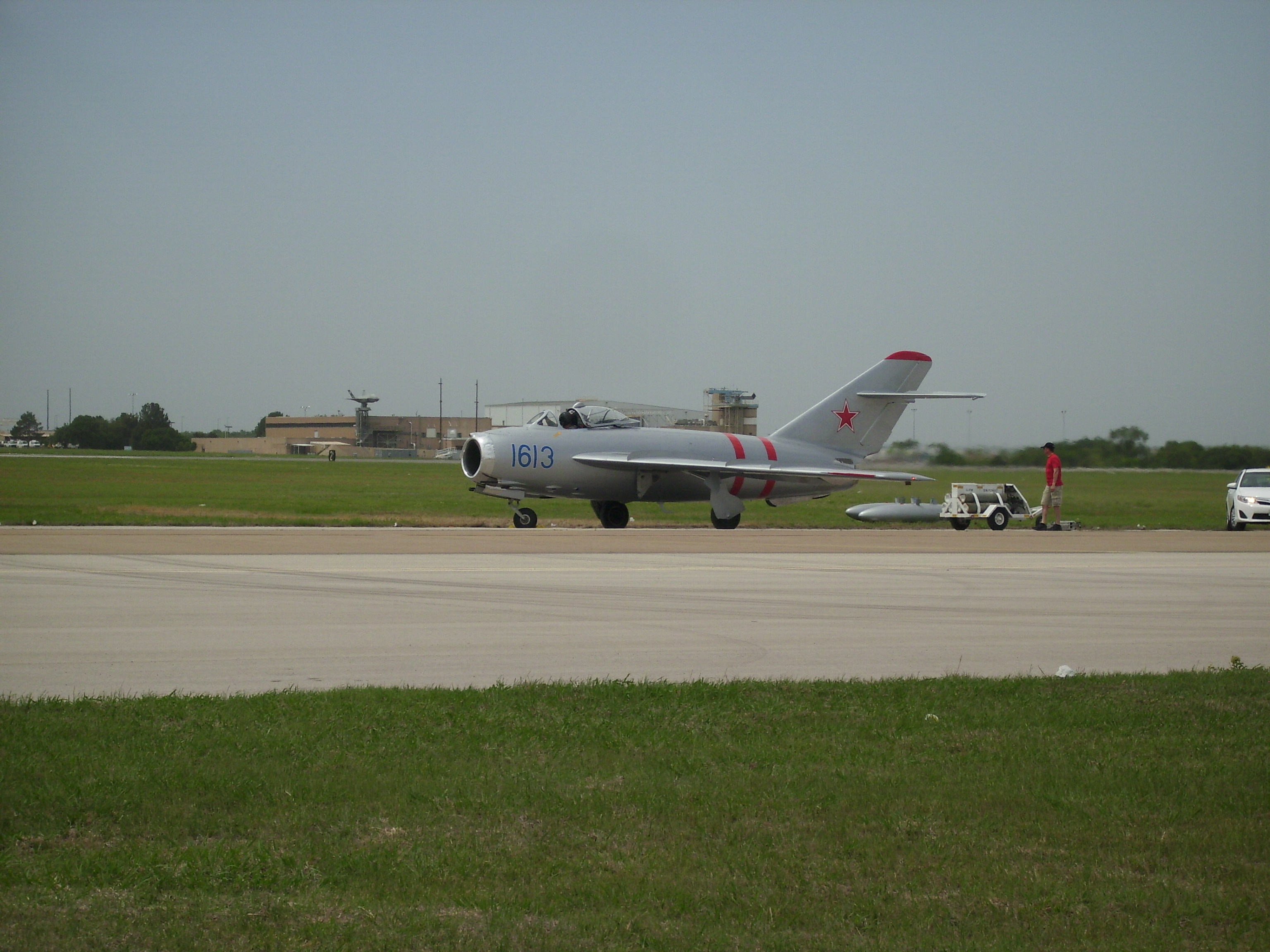
Самолёт МиГ-17 в полку появился в 1955 году.

## Командир полка
- майор Неронов Алексей Сафонович, 23.01.1942 — 07.1943
- майор, подполковник Михайлов Георгий Николаевич, 07.1943 — 12.1944
- майор, подполковник Рыбакин Александр Дмитриевич, 12.1944 — 12.1945

## Отличившиеся воины
- Иванов Виктор Павлович, командир звена полка с марта по август 1942 года, одержал в полку 5 воздушных побед, к августу 1942 года выполнил около 200 боевых вылетов. Указом Президиума Верховного Совета СССР от 22 августа 1944 года за образцовое выполнение боевых заданий командования на фронте борьбы с немецко-фашистскими захватчиками и проявленные при этом мужество и героизм, гвардии капитану Иванову Виктору Павловичу присвоено звание Героя Советского Союза с вручением ордена Ленина и медали «Золотая Звезда».
- Берлов Пётр Иванович, капитан, командир эскадрильи, Указом Президиума Верховного Совета СССР от 14 февраля 1943 года награждён Орденом Ленина.
- Шмырин Михаил Григорьевич, майор, командир эскадрильи, Указом Президиума Верховного Совета СССР от 14 февраля 1943 года награждён Орденом Ленина.

## Благодарности Верховного Главнокомандования
За проявленные образцы мужества и героизма Верховным Главнокомандующим личному составу полка в составе дивизии объявлены благодарности:
- За отличие при прорывы сильно укрепленной обороны немцев северо-западнее Мурманска при содействии кораблей и десантных частей Северного флота, овладение городом Петсамо (Печенга) — важной военно-морской базой и мощным опорным пунктом обороны немцев на Крайнем Севере[5];
- За отличие в боях к западу и юго-западу от Петсамо, в трудных условиях Заполярья освобождение от немецких захватчиков района никелевого производства и занятие с боями важных населенных пунктов Печенгской (Петсамской) области — Никель, Ахмалахти, Сальмиярви[6];
- За отличие в боях при освобождении Печенгской области от немецких захватчиков[7].

## Лётчики-асы полка
| Фамилия, имя отчество      | Награды | Сбито самолётов (+ в группе) | Примечание                                                           |
| -------------------------- | ------- | ---------------------------- | -------------------------------------------------------------------- |
| Иванов Виктор Павлович     |         | 5 + 12                       | Командир звена полка: март август 1943 г. Боевых вылетов: более 600. |
| Гаврилов Вениамин Иванович |         | 6 + 8                        | Лётчик полка: февраль 1942 — май 1943 г.                             |

## Базирование
| Период            | Место базирования                                                                   |
| ----------------- | ----------------------------------------------------------------------------------- |
| 01.1942 — 01.1942 | аэродром Мурманск                                                                   |
| 01.1942 — 02.1942 | аэродром Шонгуй, Мурманская область                                                 |
| 02.1942 — 01.1950 | аэродром Арктика, Мурманская область (ныне район Роста (Мурманск) города Мурманска) |
| 01.1950 — 07.1960 | Луостари, Мурманская область                                                        |